# Greg Kinnear
Pour les articles homonymes, voir Kinnear.
Gregory Buck Kinnear dit Greg Kinnear, est un acteur et scénariste américain, né le 17 juin 1963 à Logansport (Indiana).

## Biographie

### Révélation (années 1990)
C'est au cours de ses études à Athènes, en Grèce, que Greg Kinnear se découvre une passion pour la radio. Il crée alors sa propre émission School Daze with Greg Kinnear, qui émet de son école. Diplômé de journalisme à l'Université d'Arizona, à Tucson en 1985, il travaille d'abord comme reporter pour la chaîne musicale MTV avant de se faire connaître du grand public comme animateur du show télévisé Talk Soup, diffusé sur la chaîne E!. Grâce à cette série parodiant les talk-shows, il remporte un Emmy Award. Sa popularité grandissante lui permet de devenir présentateur et producteur exécutif de son propre talk-show, Later with Greg Kinnear, diffusé sur NBC.
En 1994, Greg Kinnear joue son propre rôle dans Blankman, une comédie de Mike Binder, et connaît son premier succès au cinéma grâce à Sabrina en 1995, qui est un remake, signé Sydney Pollack, du film de Billy Wilder sorti en 1954. Sa prestation de David Larrabee, le jeune frère de Linus Larrabee (joué par Harrison Ford), lui vaut d'ailleurs le ShoWest Award du Jeune espoir masculin. 
Son physique de séducteur lui permet par la même occasion de se spécialiser dans la comédie romantique, comme le prouvent ses prestations dans A Smile Like Yours (1997), Vous avez un message (1998) ou encore Attraction animale (2001) de Tony Goldwyn. En 1998, c'est la consécration : Greg Kinnear est nommé aux Oscars pour son interprétation de Simon Bishop, le voisin gay de Jack Nicholson dans Pour le pire et pour le meilleur. Il obtient également le Prix du meilleur second rôle au National Board of Review et des nominations aux Golden Globes et aux Screen Actors Guild Award. Devenu une valeur montante d'Hollywood, il n'hésite pas à parodier son image de playboy en endossant la panoplie du capitaine Admirable dans Mystery Men (1999) et celle du docteur David Ravell dans Nurse Betty (2000) de Neil LaBute.

### Progression (années 2000)

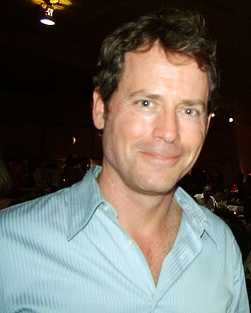
L'acteur en mai 2006.

Greg Kinnear s'essaie par la suite à d'autres genres : le thriller surnaturel avec Intuitions de Sam Raimi et le film de guerre avec Nous étions soldats aux côtés de Mel Gibson. Mais c'est avec Auto Focus (2003), évocation du destin tragique du comédien Bob Crane signée Paul Schrader, qu'il se retrouve enfin tête d'affiche d'un long-métrage. Il donne ensuite la réplique d'égal à égal à Matt Damon dans la comédie des frères Farrelly, Deux en un (2003), puis à Pierce Brosnan dans The Matador en 2005. 
Il participe également à la réussite de la comédie dramatique indépendante Little Miss Sunshine, Grand Prix au Festival de Deauville 2006, et s'illustre dans un autre film indépendant, Fast Food Nation de Richard Linklater, remarqué la même année au Festival de Cannes. Après s'être égaré dans quelques longs métrages sortis directement en DVD (Feast of Love, Blackout, Baby Mama), Greg Kinnear tente un timide comeback en 2009 en s'illustrant dans les confidentiels Un éclair de génie et La Ville fantôme.

### Retour à la télévision (années 2010)
En 2010, il endosse le rôle de John Fitzgerald Kennedy dans la mini-série historique Les Kennedy (diffusée sur Arte le 26 juillet 2012). Trois ans plus tard, il accepte le rôle principal d'une nouvelle série télévisée, Rake. Cette fiction judiciaire où il joue un avocat dure treize épisodes diffusés en 2014, faute d'audiences. 
Il retourne à un cinéma indépendant, pour des productions qui passent inaperçues. Il accepte donc un rôle régulier dans l'ultime saison de la série politique à succès House of Cards, aux côtés de Robin Wright.

## Filmographie

### Cinéma
- 1994 : Blankman : Talk Show Host
- 1995 : Sabrina de Sydney Pollack : David Larrabee
- 1996 : Escroc malgré lui (Dear God) : Tom Turner
- 1996 : Beavis et Butt-Head se font l'Amérique (Beavis and Butt-Head Do America) : ATF Agent Bork (voix)
- 1997 : A Smile Like Yours : Danny Robertson
- 1997 : Pour le pire et pour le meilleur (As Good as It Gets) de James L. Brooks : Simon Bishop
- 1998 : Vous avez un mess@ge (You've Got Mail) : Frank Navasky
- 1999 : Mystery Men : Captain Amazing / Lance Hunt
- 2000 : De quelle planète viens-tu? (What Planet Are You From?) : Perry Gordon
- 2000 : Nurse Betty de Neil LaBute : Dr David Ravell / George McCord
- 2000 : Loser d'Amy Heckerling : le professeur Edward Alcott
- 2000 : Intuitions (The Gift) de Sam Raimi : Wayne Collins
- 2001 : Attraction animale (Someone Like You...) de Tony Goldwyn : Ray Brown
- 2002 : Nous étions soldats (We Were Soldiers) de Randall Wallace : major Bruce « Snake » Crandall
- 2002 : Auto Focus de Paul Schrader : Bob Crane
- 2003 : Deux en un (Stuck On You) : Walt
- 2004 : Godsend, expérience interdite (Godsend) : Paul Duncan
- 2005 : The Matador : Danny Wright
- 2005 : Robots : Ratchet (voix)
- 2005 : Bad News Bears : Roy Bullock
- 2006 : Little Miss Sunshine de Jonathan Dayton et Valerie Faris : Richard Hoover
- 2006 : Fast Food Nation de Richard Linklater : Don Anderson
- 2006 : Invincible d'Ericson Core : Dick Vermeil
- 2006 : Blackout (Unknown) : Nez cassé
- 2007 : Festin d'amour (Feast of Love)  de Robert Benton  : Bradley Smith
- 2008 : La Ville fantôme (Ghost Town) de David Koepp : Frank Herlihy
- 2008 : Un éclair de génie (Flash of Genius) de Marc Abraham : Bob Kearns
- 2008 : Baby Mama de Michael McCullers : Rob Ackerman
- 2010 : Green Zone de Paul Greengrass   : Clark Poundstone
- 2010 : La Dernière Chanson (The Last Song) de Julie Anne Robinson : Steve Miller
- 2011 : Mais comment font les femmes ? (I Don't Know how She Does It) de Douglas McGrath : Richard Reddy
- 2012 : Thin Ice de Jill Sprecher : Mickey Prohaska
- 2013 : L'Amour malgré tout (Stuck in Love) de Josh Boone : Bill Borgens
- 2014 : Heaven Is for Real de Randall Wallace
- 2016 : Brooklyn Village d'Ira Sachs : Brian Jardine
- 2017 : Ces différences qui nous rapprochent (Same Kind of Different as Me) de Michael Carney : Ron Hall
- 2017 : Brigsby Bear de Dave McCary : inspecteur Vogel
- 2019 : Frankie d'Ira Sachs : Gary
- 2019 : Virgin Secrets (Strange but True) de Rowan Athale : Richard
- 2019 : Phil de lui-même : Phil
- 2019 : Opération Brothers de Gideon Raff : Walton Bowen
- 2020 : Miss Révolution de Philippa Lowthorpe : Bob Hope
- 2021 : Crisis de Nicholas Jarecki : Dean Geoff Talbot
- 2024 : You Gotta Believe de Ty Roberts : Coach Jon Kelly
- 2025 : Off the Grid de Johnny Martin : Ranish

### Télévision
- 1990 : Murder in Mississippi (en) : News reporter
- 1991 : Dillinger : Arizona Legislator
- 1993 : Based on an Untrue Story : Orlando Chang Stein
- 2001 : Dîner entre amis (Dinner with Friends) : Tom
- 2003 : Friends : Benjamin Hobart
- 2011 : Les Kennedy (The Kennedys) de Jon Cassar : John F. Kennedy
- 2012 : Modern Family de Christopher Lloyd II et Steven Levitan : Tad
- 2014 : Rake, de Peter Duncan (en) : Keegan Deane (rôle principal, 13 épisodes)
- 2017 : Philip K. Dick's Electric Dreams, épisode 10 (The Father-thing) : Le Père
- 2018 : House of Cards de Beau Willimon : Bill Shepherd (rôle régulier, 8 épisodes)
- 2019 : The Twilight Zone, épisode 4 (A Traveler) : Capitaine Lane Pendleton
- 2020 : Le Fléau : Glen Bateman[1]
- 2022 : Shining Vale : Terry
- 2022 : Black Bird : Brian Miller
- 2023 : You (série télévisée) : Tom Lockwood
- 2025 : Smoke : Harvey Englehart

## Distinctions

### Récompenses
- Screen Actors Guild Awards : Meilleur casting pour Little Miss Sunshine, partagé avec les autres acteurs

### Nominations
- Oscars du cinéma : Meilleur acteur dans un second rôle pour Pour le pire et pour le meilleur
- Golden Globes : Meilleur acteur dans un second rôle pour Pour le pire et pour le meilleur

## Voix francophones
En France, Bruno Choël est la voix française régulière de Greg Kinnear. Arnaud Bedouet l'a également doublé à cinq reprises.
Au Québec, Antoine Durand est la voix québécoise régulière de l'acteur.